# Iglesia de Nuestra Señora de la Asunción (Mazarambroz)
La iglesia de Nuestra Señora de la Asunción es un inmueble de la localidad española de Mazarambroz, en la provincia de Toledo.

## Descripción
La iglesia se encuentra bajo la advocación de la Asunción. Su capilla mayor cuenta con un artesonado mudéjar del siglo XVI. La iglesia aparece mencionada en el decimoprimer volumen del Diccionario geográfico-estadístico-histórico de España y sus posesiones de Ultramar de Pascual Madoz, en la entrada correspondiente a Mazarambroz, de la siguiente manera: «igl. parr. (la Asuncion) con curato de entrada y provision ordinaria». En la década de 2010 fueron robadas joyas de la iglesia.